# Mnesiclesina excurva
Mnesiclesina excurva är en insektsart som beskrevs av Marius Descamps 1974. Mnesiclesina excurva ingår i släktet Mnesiclesina och familjen Chorotypidae. Inga underarter finns listade i Catalogue of Life.